# Fraschetta (Alessandria)
(Strabone, Geografia, Libro VII)
La Fraschetta è una subarea storico-geografica della piana di Alessandria nel territorio piemontese della bassa pianura padana occidentale.

## Toponimo
Come trascritto nella citazione iniziale, il primo a denominare l'area fu Strabone, geografo greco vissuto tra il 60 a.C. e il 23 d.C. Terminati i suoi studi a Roma iniziò i suoi viaggi nell'Impero per testimoniare ogni sua visita e all'interno del settimo libro della sua opera intitolata Geografia" descrive la Fraschetta come nel testo citato in questa pagina: «Al di là dei monti, c'è una terra piana e verde, coperta da frasche di bosco, abitata da uomini forti, domatori e allevatori di cavalli». Quella terra di cui scrive Strabone, coperta di frasche di bosco, era la Fraschetta, un'antica foresta di latifoglie, costituita da frassini, olmi, ontani, querce, e pioppi neri.

## Geografia

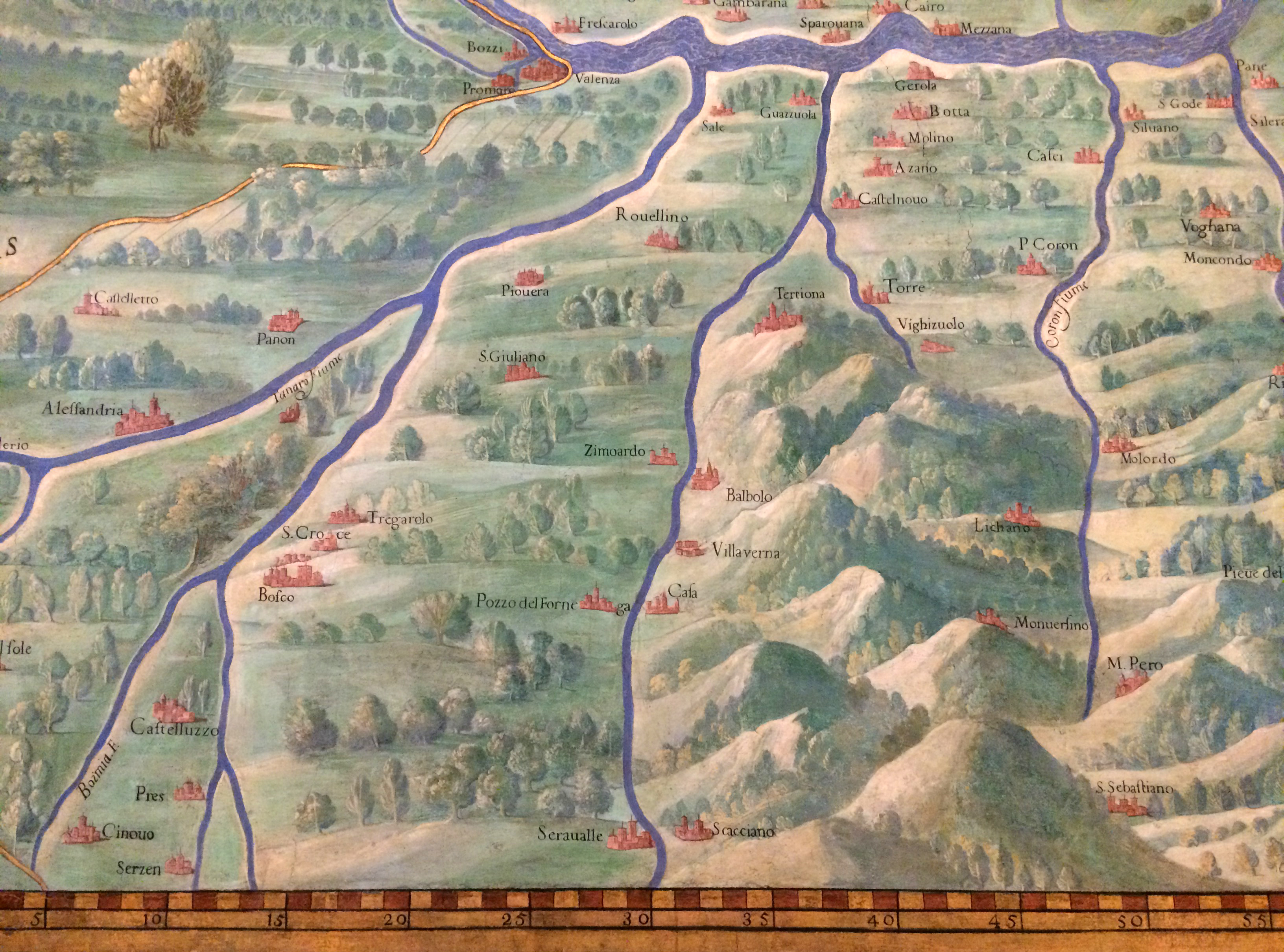
La Fraschetta, Galleria delle carte geografiche, Musei Vaticani

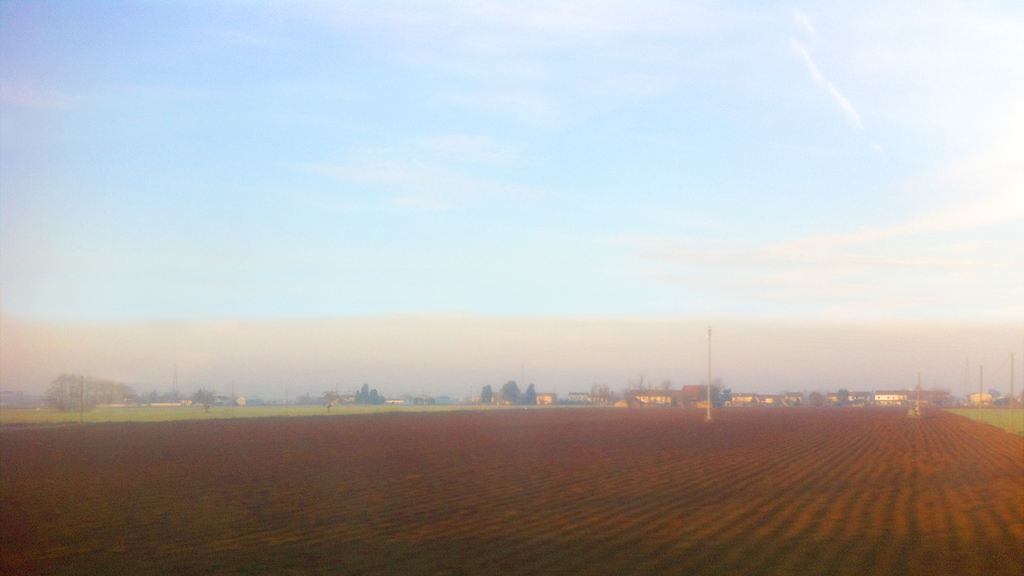
Scorcio del paesaggio della Fraschetta con la tipica terra rossa

### Estensione e confini della Fraschetta
La Fraschetta si trova nella provincia di Alessandria ad est dell'omonimo capoluogo ed abbraccia al suo interno gli otto sobborghi del Comune di Alessandria:
- Cascinagrossa
- Castelceriolo
- Litta Parodi
- Lobbi
- Mandrogne
- San Giuliano Nuovo
- San Giuliano Vecchio
- Spinetta Marengo.

La Fraschetta confina a nord con i comuni di Piovera e Sale, ad est con Tortona, a ovest con Frugarolo e Bosco Marengo, a sud con Pozzolo Formigaro.
Si può notare dalle mappe che la zona descritta è di colore rosso a causa della composizione prettamente argillosa del terreno, caratteristica principale che contraddistingue tutto il centro della regione. Come più avanti verrà descritto la composizione del terreno ha favorito e sviluppato la costruzione delle case utilizzando, appunto, la terra. L'area alessandrina della Fraschetta è quella dove si trova la maggior concentrazione di edifici in terra cruda posata con la tecnica della compressione in casseri o pisé.

### Geografia fisica
La Fraschetta si trova nel cuore di una più ampia pianura alessandrina, che si estende dai piedi delle colline pre-appenniniche di Gavi sino al fiume Po. I limiti idrografici della piana sono definiti a sud dal torrente Lemme (parzialmente) e dal territorio di Novi Ligure, ad est dal fiume Scrivia, ad ovest dal torrente Orba, dal fiume Bormida (fiume) e dal fiume Tanaro, a nord dal Po nel tratto tra la confluenza con il Tanaro e lo Scrivia.
La Fraschetta, e più in generale tutta la pianura alessandrina orientale, è il risultato di numerose antiche alluvioni dello Scrivia. Dalle mappe si evince la forma triangolare dell'area del conoide di deiezione (conoide alluvionale) con alla base del triangolo una linea immaginaria che corre dalle colline tortonesi, a est, fin verso le colline di Montecastello, a ovest. Il vertice di questo triangolo è rappresentato da Novi Ligure. L'antico corso del fiume piegava a sinistra, mischiandosi più a nord con l'Orba, la Bormida e il Tanaro. La situazione di apparente acquitrino ha dilagato nella pianura prima di fermarsi davanti alle colline di Tortona. Questa tipologia di decorso è confermato dalle curve di livello dei 140, 135, 130 m s.l.m., con ampio arco verso nord-ovest che indica appunto l'antica via dello Scrivia.
L'andamento della fiumara quaternaria verso il Tanaro è pure confermato dal conoide, visibile sulla mappa, sopraelevato rispetto al piano generale della pianura su cui si collocano: Novi Ligure (199 m s.l.m.), Basaluzzo (149 m s.l.m.), Fresonara (143 m s.l.m.), Pozzolo Formigaro (172 m s.l.m.), Bosco Marengo (121 m s.l.m.), Frugarolo (115 m s.l.m.).
Una mappa militare del XX secolo divide la Fraschetta in cinque terrazze:
- la terrazza di Pasturana (214 m s.l.m.) tra Gavi e Novi Ligure;
- la terrazza di Novi (197 m s.l.m.) tra Novi Ligure e Pozzolo Formigaro;
- la terrazza delle Bèttole (171 m s.l.m.) tra Pozzolo Formigaro e Rivalta Scrivia;
- la terrazza di Mandrogne (122 m s.l.m.) tra Rivalta Scrivia e San Giuliano Vecchio;
- la terrazza di Marengo (86 m s.l.m.) tra San Giuliano Vecchio e il fiume Po.

### Il reticolo centuriale
Nella Fraschetta l'impianto centuriale si fonda essenzialmente su di un asse primario da nord a sud (grossomodo da Sale a Basaluzzo) di circa 25 km. L'asse appena descritto, almeno per la parte ancora percettibile e riscontrabile sulle cartine IMG in scala 1:25.000, ha una lunghezza di circa 17 km. Assolutamente rettilineo, copre di fatto l'area pianeggiante compresa tra il Po, il Tanaro, lo Scrivia e l'Orba. Dalla zona di Sale raggiunge San Giuliano Nuovo e, dopo un'interruzione di circa un paio di chilometri, riprende a San Giuliano Vecchio per terminare sulla ex strada statale 35 dei Giovi Alessandria-Pozzolo Formigaro.

### Idrografia
Qui di seguito i principali corsi d'acqua che delimitano e attraversano la Fraschetta:
- fiume Tanaro
- fiume Bormida
- torrente Orba
- fiume Scrivia
- rio Lovassina[3]

## Clima

### Dati termometrici
Le escursioni termiche della temperatura che si registrano nella Fraschetta sono significative: si passa da punte di -10/15 °C in inverno per arrivare a occasionali picchi di +35/40 °C durante l'estate. Generalmente le stagioni hanno un carattere ben delineato: si presentano inverni rigidi ed estati torride.

### Dati anemometrici
Durante il periodo invernale spira frequentemente una ventilazione nordorientale dovuta al frequente instaurarsi di aree di bassa pressione sul vicino mar Ligure. All'inizio della primavera e in autunno possono avvenire intense irruzioni di fohn appenninico che si presenta molto intenso e rafficoso. Durante la primavera e la prima parte di estate si hanno sovente irruzioni di un vento di caduta appenninico detto "marino" che favorisce l'abbassamento dell'umidità e allontana verso nord le precipitazioni piovose. Questo tipico evento è solitamente associato al fenomeno della maccaja al di là dello spartiacque appenninico, ed è possibile prevederne l'arrivo in quanto si possono vedere le nebbie che si accumulano sui monti del versante Ligure dell'Appennino. Durante l'estate si possono avere giornate umide ed afose, favorendo la schiusa di miliardi di larve di zanzara, presenti nei vicini rii e canali di irrigazione del mais, vera e unica fastidiosa calamità estiva. Talvolta i venti sono forti, nonostante non causino danni agli edifici, raggiungendo come velocità massima gli 80 km/h, in special modo in primavera-estate. 

### Dati pluviometrici
Le precipitazioni sono comprese tra i 900/1000 mm annui dei distretti più prossimi ai rilievi appenninici e i 600/700 mm delle aree settentrionali, su un totale medio annuo di 30/40 giorni con precipitazioni. I valori medi mensili più elevati si riscontrano nel mese di ottobre e novembre (circa 80/90 mm.) e nel mese di aprile (70 mm.); i valori medi minimi si registrano in estate. La primavera e il tardo autunno si confermano le stagioni più piovose. In autunno e inverno è frequente la nebbia. Durante la stagione invernale cadono mediamente tra i 50 e i 100 cm complessivi di neve con andamento decrescente da sud verso nord. La nevosità invernale è soggetta a notevoli variazioni tra i vari anni e si conferma comunque in calo come in tutta l'Italia settentrionale.

### Dati igrometrici
I valori oscillano tra l'8 e il 100 (%) di umidità relativa con valori massimi concentrati in autunno-inverno.

### Dati barometrici
I valori barometrici oscillano tra i 981 e i 1030 Mbar.

### Dati relativi alla radiazione solare
I valori si aggirano tra i 350 W/m 2 (inverno) e i 1295 W/m 2 (estate). Si tratta di una delle aree più soleggiate dell'Italia settentrionale, ciò ha favorito l'insediamento di numerosi campi fotovoltaici per la produzione di energia elettrica.

## Paesaggio

### Flora
La terra tipicamente rossa ospita una macchia costituita prevalentemente dal gelso bianco, dal gelso nero (muróu-murón in dialetto alessandrino), dalla robinia (rubelia in dialetto alessandrino) e Prunus brigantiaca (marmòta in dialetto alessandrino). In antichità la Fraschetta era decisamente diversa rispetto alle condizioni del XXI secolo, la vegetazione si presentava fitta ed estesa.
Per secoli le popolazioni della regione si prodigarono con fatica a disboscare, per immettere nuove coltivazioni di frutti e ortaggi e, con l'arrivo dei Celti, di orzo. L'attività di disboscamento fu massiva a tal punto da rendersi necessario il rimboschimento. Dal III-IV secolo cominciò l'opera di piantumazione scegliendo il gelso nero che si affiancò a quello bianco. Il gelso, con una vita media di circa cento anni, era segno di ricchezza per cui tra le cascine esisteva una sorta di gara di predomino per possederne un numero sempre maggiore rispetto alle altre. Sino agli anni cinquanta del XX secolo il gelso ha offerto molteplici risorse, da combustibile per riscaldare e cucinare fino al fogliame che era utilizzato per l'allevamento dei bachi da seta.

### Fauna
Il patrimonio faunistico della zona è stato limitato dal forte impatto antropico rispetto alle potenzialità tipiche delle zone limitrofe dove le modificazioni dirette ed indirette non sono state drastiche. L'insediamento urbano di tipo residenziale e i numerosi insediamenti industriali e produttivi, i nuclei urbani sparsi, il considerevole sviluppo della rete stradale e ferroviaria, l'agricoltura intensiva praticata, hanno ridotto moltissimo gli habitat di potenziale insediamento della maggior parte delle specie animali. Se ne avvantaggiano ovviamente specie più antropofile. È da notare d'altro canto che alcuni uccelli e piccoli mammiferi trovano proprio nei campi coltivati un'interessante opportunità alimentare, utilizzando le varie colture ed i prati come pastura (ambienti trofici).
Anche la rete idrica superficiale risulta piuttosto ridotta e non più integra negli elementi paesaggistici e geomorfologici (naturalità, sviluppo ed integrità delle sponde) e di interesse faunistico. Attorno a questi esistevano microambienti molto vari per quanto riguarda la fauna minore. Sia nei campi che lungo i corsi d'acqua l'intenso uso dei diserbanti, antiparassitari e concimi chimici, ha contribuito al degrado, ed in qualche caso alla scomparsa di interi popolamenti animali. Gli ambiti di vegetazione naturale o seminaturale in grado di ospitare specie animali vertebrate, appaiono circoscritti, limitati alle aree cespugliate, ai filari di alberi (esclusi quelli lungo le strade a maggior traffico) o ad alcuni giardini privati. La occasionale presenza di fauna selvatica è comunque legata, in zone poco distanti da quelle considerate, alla presenza di ambienti di insediamento che presentano un maggior grado di naturalità e risultano complessivamente meno turbati (ad esempio macchie boscate e cespugliate, canali e corsi d'acqua).
Potenzialmente l'area è abitata da volpi, lepri, donnole, faine, scoiattoli ed altri piccoli roditori, chirotteri, insettivori che si possono ancora trovare nelle limitate aree boscate. Sono presenti numerose specie di uccelli nidificanti, mentre si evidenzia in zona la presenza di mammiferi di piccola taglia a livello del terreno. Degni di nota sono il riccio, il ghiro, la lepre la cui presenza viene mantenuta con annuali ripopolamenti, scarse sono invece le lepri di cattura. Accertata la presenza del coniglio selvatico, incerti il tasso e la volpe. Lungo i fossi d'acqua si può trovare fra i rettili la biscia dal collare e tra gli anfibi la rana temporaria. Numerosi gli Insetti che si inseriscono nell'ambiente con i loro cicli vitali talvolta sconvolti dalle pratiche agricole e dagli insetticidi.

## Demografia
| Località             | Abitanti |
| -------------------- | -------- |
| Cascinagrossa        | 896      |
| Castelceriolo        | 1.707    |
| Litta Parodi         | 1.211    |
| Lobbi                | 962      |
| Mandrogne            | 1.686    |
| San Giuliano Nuovo   | 1.066    |
| San Giuliano Vecchio | 1.714    |
| Spinetta Marengo     | 7.258    |
| Totale               | 16.500   |

## Storia
Fin dai tempi di Strabone questo lembo di terra veniva definito bosco o frasca, ed in seguito lo si può trovare denominato, almeno in parte, bosco di San Giuliano. Prima che Alessandria con la Fraschetta passassero sotto il dominio dei Savoia per effetto del trattato di Utrecht, tutta l'area è stata territorio dei Visconti e degli Sforza poi. Alcune famiglie nobili alessandrine si divisero il territorio della Fraschetta, tra di esse si ricorda la famiglia dei Ghilini che ebbe fin dal XII secolo giurisdizione e possedimenti. Francesco Guasco di Bisio, nelle sue Tavole Genealogiche, definisce Gherardo I Ghilini - capostipite della famiglia presente negli atti di fondazione della città di Alessandria nel 1168 - Signore di Marengo e Sezzè nel XII secolo.

### La Battaglia di Marengo

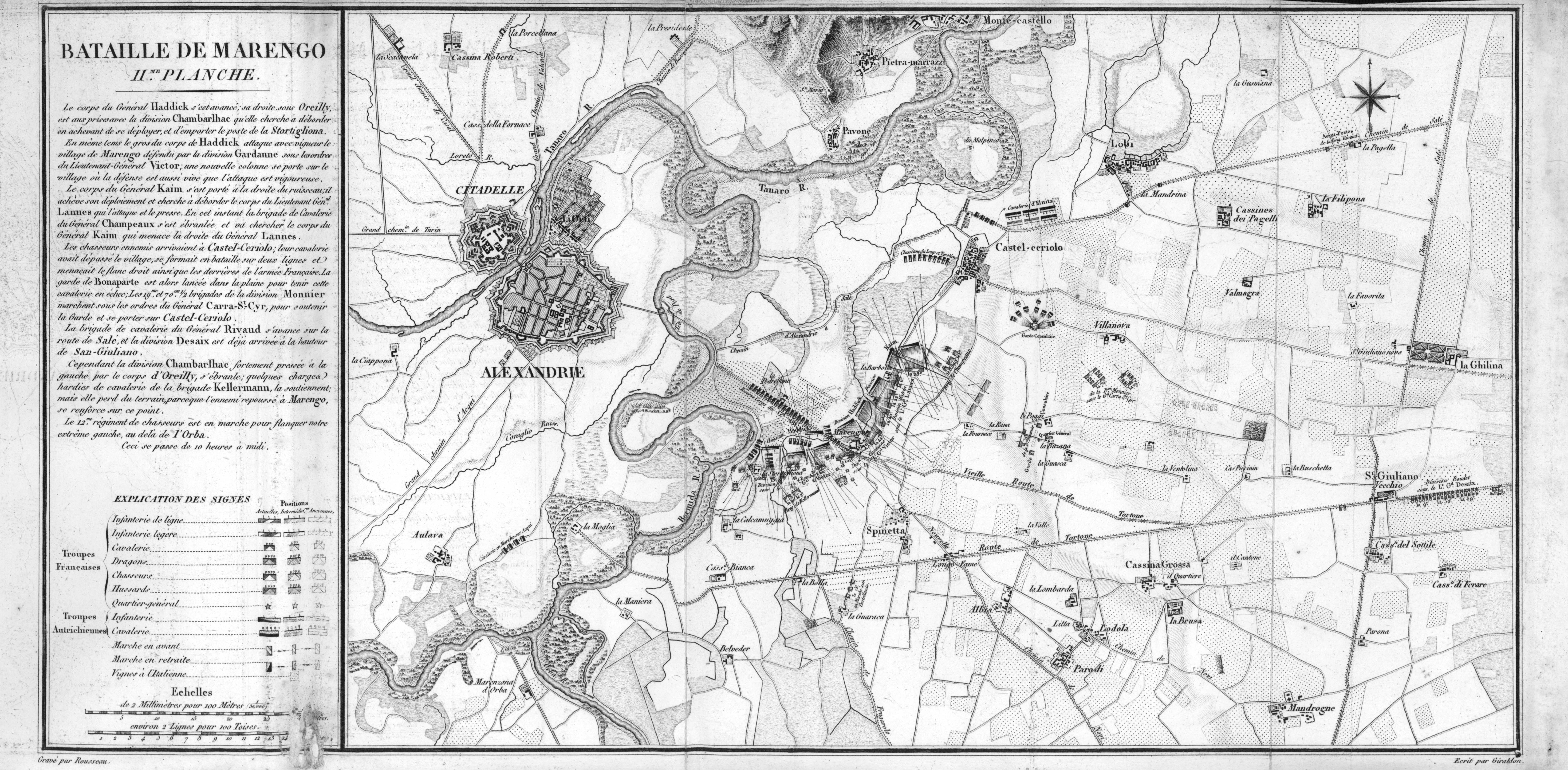
Mappa illustrativa della Relation de la bataille de Marengo redatta da Louis Alexandre Berthier

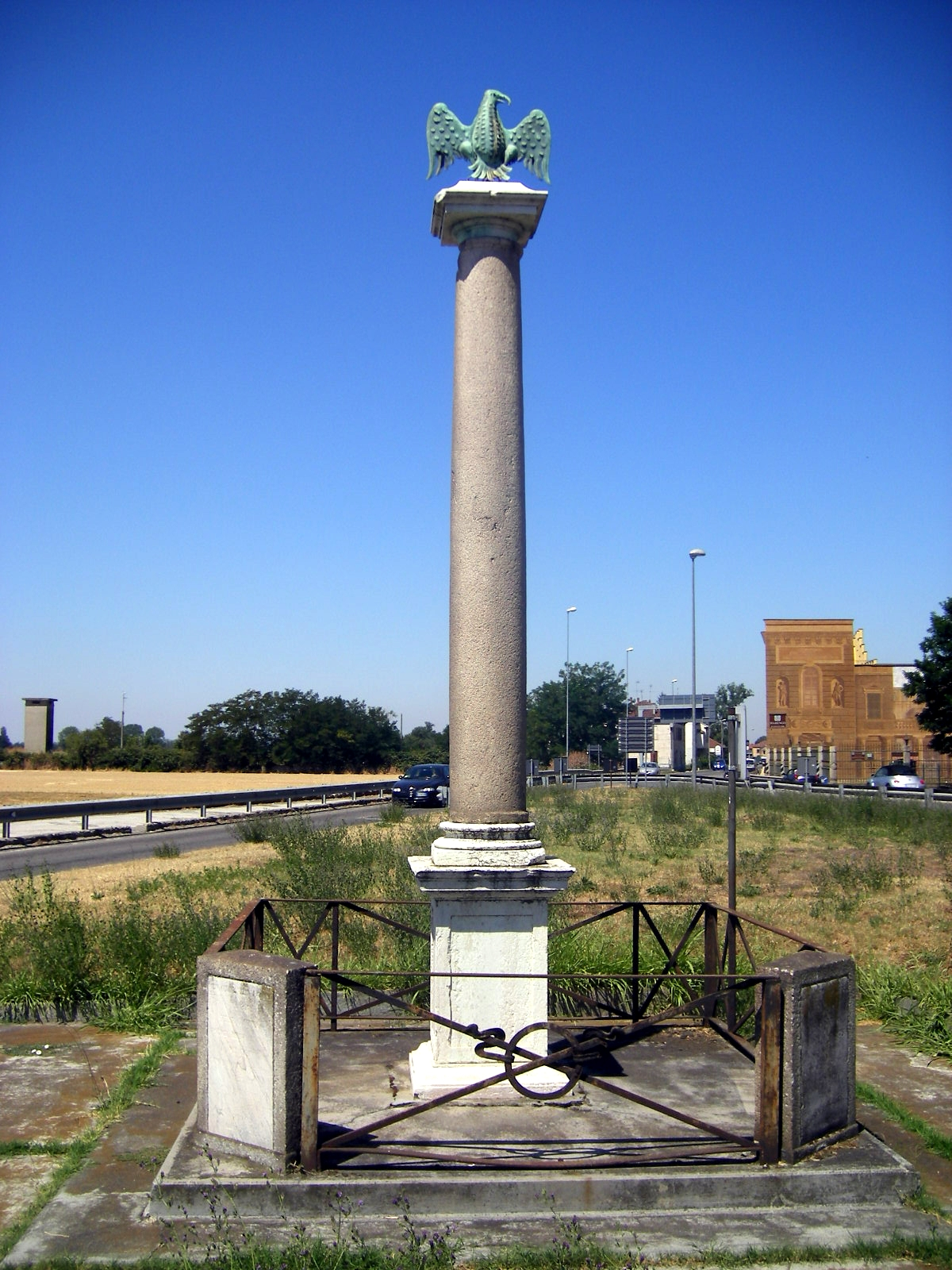
Colonna commemorativa della Battaglia di Marengo

La Fraschetta fu teatro di una delle più importanti battaglie dell'era moderna, la Battaglia di Marengo. La battaglia fu combattuta il 14 giugno 1800 nel corso della seconda campagna d'Italia, durante la guerra della seconda coalizione, tra le truppe francesi dell'Armata di riserva, guidate dal Primo console Napoleone Bonaparte e l'esercito austriaco comandato dal generale Michael von Melas. La battaglia fu combattuta a est del fiume Bormida nei pressi dell'attuale Spinetta Marengo. Lo scontro iniziò il primo mattino con l'attacco a sorpresa degli austriaci che mise in grave difficoltà Bonaparte; le truppe francesi dopo una strenua resistenza sembrarono condannate alla disfatta; quando la sconfitta appariva inevitabile l'arrivo nel pomeriggio dei reparti di rinforzo guidati dal generale Desaix permise a Bonaparte di contrattaccare e sbaragliare il nemico.
Alla fine della giornata il Primo console aveva concluso la battaglia con una grande vittoria e l'esercito austriaco era in rotta a ovest della Bormida; il giorno seguente il generale von Melas chiese un armistizio. Nella fase culminante della battaglia il generale Desaix era stato mortalmente ferito.
La battaglia divenne subito uno degli eventi più importanti della leggenda napoleonica ed ebbe un'influenza decisiva dal punto di vista militare, ripristinando il predominio francese in Italia, e dal punto di vista politico, consolidando definitivamente il prestigio e il potere del Primo console Bonaparte in Francia.

Stemma di Alessandria durante l'Impero napoleonico

Dal 1802 al 1814 il territorio divenne uno dei dipartimenti del Primo Impero francese. La fraschetta, dall'11 settembre 1802 dunque, assunse il nome di Dipartimento di Marengo per commemorare la battaglia del giugno del 1800. Il dipartimento fu creato quando Napoleone Bonaparte occupò il Piemonte annettendolo alla Repubblica Francese; la capitale era Alessandria. Comprendeva inizialmente i territori delle ex province piemontesi di Alessandria, Casale Monferrato, Tortona, Voghera e Bobbio. Nel 1805, dopo l'annessione della Repubblica Ligure e la creazione del dipartimento di Genova cui vennero unite Voghera, Bobbio e Tortona, il suo territorio fu rimaneggiato con l'acquisizione di Asti, già inclusa nel dipartimento del Tanaro. Il dipartimento fu eliminato dopo la sconfitta di Napoleone nel 1814.

## Economia

### Industria
La Fraschetta è caratterizzata da una notevole quantità di stabilimenti industriali. I principali sono:
- Stabilimento Michelin. Spinetta Marengo, zona industriale D5. Costruito nel 1970.
- Stabilimento Solvay Group. Spinetta Marengo. Lo stabilimento di è l'unico sito produttivo in Italia di polimeri fluorurati e fa parte della GBU Solvay Specialty Polymers. Fondato agli inizi del XX secolo dalla Montecatini, nel corso degli anni è stato sede di vari tipi di produzioni, fino alle attuali incentrate sulla chimica del fluoro. Parte del gruppo Solvay dal 2002, le attuali linee di produzione attuali sono:
  - Monomeri fluorurati: TFE, HFP
  - Monomeri speciali: MVE, PPVE
  - Polimeri fluorurati: plastomeri (Algoflon, Hyflon e Polymist) ed elastomeri fluorurati (Tecnoflon)
  - Fluidi fluorurati: Fomblin, Galden, Solvera, Fluorolink
  - Polimeri speciali: Aquivion, Solvene
La capacità produttiva dello stabilimento è in continua evoluzione[10][11][12][13]. All'interno del perimetro dello stabilimento vi è anche la produzione di perossidi organici e una centrale termoelettrica.

#### Il problema dell'inquinamento
Clicca sul sito gestito da "Movimento di Lotta per la Salute G.A. Maccacaro": Rete Ambientalista Movimenti di Lotta per la Salute, l'Ambiente, la Pace e la Nonviolenza

## Infrastrutture e trasporti

### Collegamenti stradali
La posizione centrale della Fraschetta rispetto ai tre grandi centri (Torino, Milano, Genova) che segnano i vertici del cosiddetto triangolo industriale, ha permesso lo sviluppo di un'articolata rete stradale. Vi è un'antica struttura centuriata che in gran parte è stata inglobata nell'odierno reticolo, mantenendo così ancora vivo il senso della centuriazione romana. Qui di seguito l'elenco delle principali direttrici viarie:
- Autostrada A7
- Autostrada A21[14]
- Strada statale 10 Padana Inferiore
- Strada statale 35 bis dei Giovi
- Strada provinciale 83[15]

### Collegamenti ferroviari
La Fraschetta è attraversata dalla rete ferroviaria della linea Alessandria-Piacenza e ha due stazioni che servono l'area:
- Spinetta Marengo
- San Giuliano Piemonte[16]

## Monumenti e luoghi d'interesse

### Architetture civili
- Case di terra
- Castello. Castelceriolo. Edificato nel XII secolo, subì nei secoli distruzioni e ricostruzioni, e venne restaurato nella forma attuale dal conte Gaetano Galli della Loggia, che seguendo antichi documenti rinforzò la facciata e le torri coronandole con nuove merlature ghibelline. Ripristinò i bastioni e l'antico fossato riportando la poderosa costruzione al suo antico splendore. Riveste tuttora, con la sua mole imponente e scenografica, notevole valore storico ed artistico.
- Fonte termale. Lobbi. Col nome di Fonte della salute veniva denominata una sorgente naturale di acqua solforosa situata a nord dell'abitato. L'acqua aveva poteri curativi per cui le fonti erano frequentate dalla popolazione di tutta la Fraschetta per le cure termali. Dopo la seconda guerra mondiale la fonte necessitava di lavori di ristrutturazione che non furono mai eseguiti, per cui perse la sua attrattiva e le acque non curate debitamente si dispersero. Attualmente resta il rudere di caseggiato.
- Ghilina Grossa. San Giuliano Nuovo. La sua costruzione fu commissionata dai marchesi Ghilini, rimasta sempre la residenza estiva preferita dalla famiglia. Nota per la filatura della seta e per il grande parco all'italiana, con il suo orto botanico con piante esotiche, ormai scomparso.
- Villa Delavo. Spinetta Marengo. È la sede del Marengo Museum. Venne edificata nel 1846 dal farmacista Giovanni Antonio Delavo.

### Architetture religiose
- Chiesa di San Rocco (XVI secolo), Cascinagrossa. Chiesa Parrocchiale, prevostura
- Chiesa di San Giorgio (XVI secolo), Castelceriolo. Chiesa Parrocchiale, prevostura
- Oratorio di San Rocco (XVII secolo), Castelceriolo. L'oratorio è la sede della veneranda Confraternita di San Rocco di Castelceriolo.
- Chiesa di San Bartolomeo (XVI secolo), Lobbi. Chiesa Parrocchiale, priorato
- Chiesa del Santissimo Nome di Maria (XIX secolo), Mandrogne. Chiesa Parrocchiale, rettoria
- Chiesa della Beata Vergine Maria del Rosario (XVIII secolo), San Giuliano Nuovo. Chiesa Parrocchiale, rettoria
- Chiesa della Beata Vergine Maria Assunta (XIX secolo), San Giuliano Vecchio
- Chiesa della Natività della Beata Vergine Maria (XVIII secolo), Spinetta Marengo. Chiesa Parrocchiale, prevostura
- Oratorio della Santissima Trinità (XVIII secolo), Spinetta Marengo.
- Cappelle campestri.

### Architetture militari
- Forte Bormida.

### Luoghi d'interesse archeologico

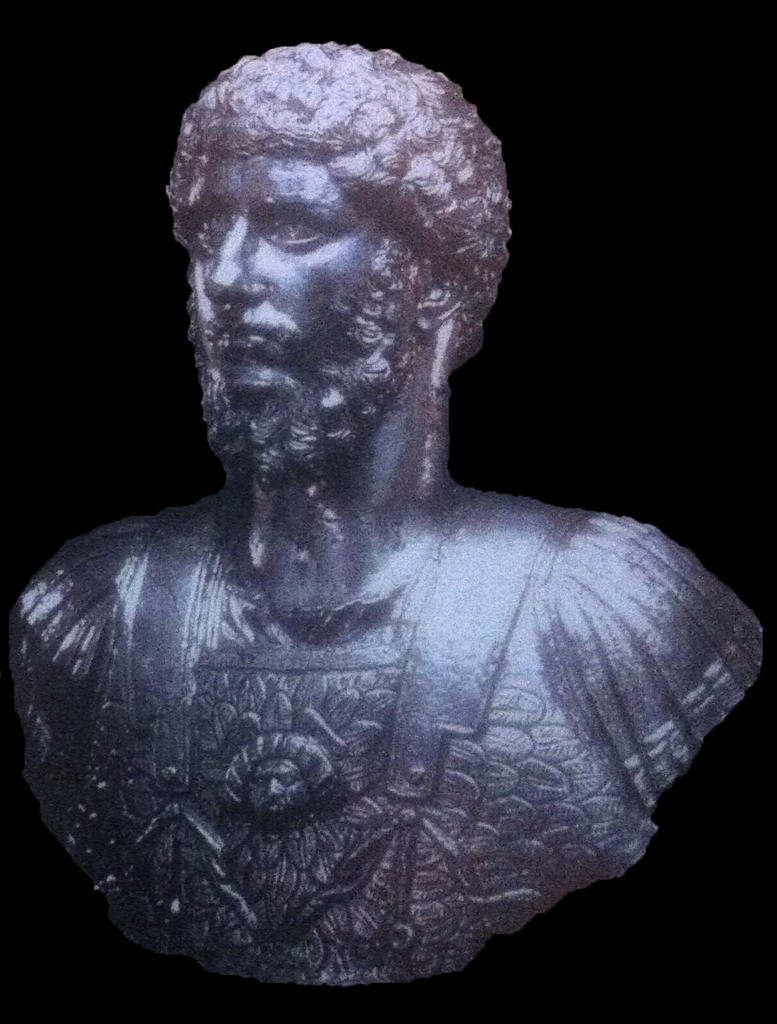
Busto dell'imperatore Lucio Vero. Tesoro di Marengo, Museo di antichità, Torino

- Tesoro di Marengo. Nel 1928, grazie ad un ritrovamento casuale, è venuto alla luce il cosiddetto Tesoro di Marengo. Si tratta di un complesso di oggetti di età romana rinvenuto nei pressi di Marengo, precisamente alla Cascina Pederbona, sulla direttrice viaria tra Tortona (Dertona) e Asti (Hasta). Gli oggetti ritrovati erano in condizioni abbastanza precarie e schiacciati. Probabilmente la loro condizione è stata voluta per essere nascosti durante un saccheggio. Restaurato ad opera dello scultore Renato Brozzi, si compone di 24 pezzi, per un totale di 12.855 kg di argento.

Non sono ancora chiare né le motivazioni del seppellimento né la loro collocazione originaria; anche la datazione è incerta e i giudizi degli studiosi discordano, ma pare che si tratti di oggetti risalenti tra la fine del II secolo e l'inizio del III secolo. La quasi totale mancanza di vasellame e la presenza di una tabula iscritta con la dedica alla Fortuna Melior hanno suggerito l'ipotesi che gli oggetti potessero far parte dell'arredo di un piccolo tempio. Il busto in lamina d'argento dell'imperatore Lucio Vero (alto 55 cm.) è sicuramente di tutti gli oggetti quello più appariscente. Notevole anche la tabula votiva con la dedica di Marcus Vindius Verianus, prefetto della flotta flavia di stanza in Moesia, datata all'inizio del III secolo.
Il tesoro oggi è conservato presso il Museo di antichità di Torino.

### Principali musei

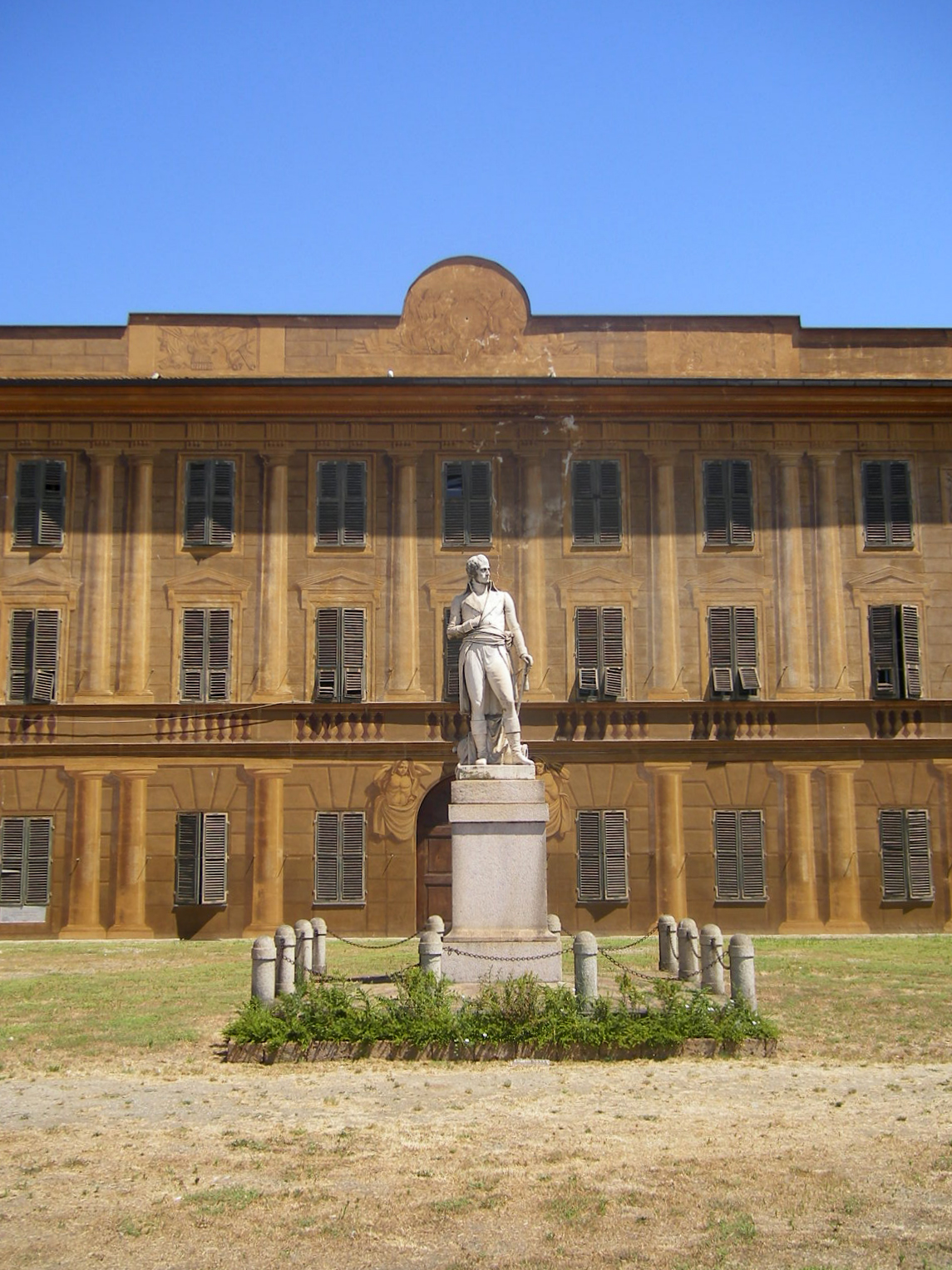
Facciata di Villa Delavo sede del Marengo Museum

- Marengo Museum, museo della Battaglia di Marengo. Situato nella frazione di Spinetta Marengo, è inaugurato nel giugno 2009, il museo ha sede all'interno di Villa Delavo, edificata nel 1846 per opera del farmacista Giovanni Antonio Delavo. Al suo interno sono conservati reperti e cimeli dell'epoca, accanto ad opere realizzate da artisti contemporanei. All'esterno del Museo si estende il Parco della villa, con il monumento funebre dedicato ai caduti della battaglia e al generale Dessaix.

## Eventi

### Rievocazioni Storiche

#### Spinetta Marengo
- Rievocazione Storica della Battaglia di Marengo. Rievocazione della battaglia di Marengo vinta da Napoleone a Spinetta Marengo il 14 giugno del 1800. Battaglioni austriaci, francesi e italiani, provenienti da tutta Europa, tornano a fronteggiarsi. Manifestazioni, incontri e mostre trovano spazio al Castello di Marengo. Periodo: prima metà di giugno.

### Festival

#### San Giuliano Nuovo
- Trunera Rock Festival. Il festival, attivo dal 2007 è organizzato dal Circolo Arci Paolo Rossi ed è principalmente dedicata alla scena musicale alternativa italiana[18].

### Premi
- Premio Marengo DOC. Concorso enologico della Provincia di Alessandria